# Saprosites communis
Saprosites communis är en skalbaggsart som beskrevs av Thomas Broun 1880. Saprosites communis ingår i släktet Saprosites och familjen Aphodiidae. Inga underarter finns listade i Catalogue of Life.